# AFC Ajax
Amsterdamsche Football Club Ajax, också känd som AFC Ajax eller endast Ajax, är en fotbollsklubb i Amsterdam i Nederländerna. Ajax har sedan 1960-talet dominerat den holländska klubbfotbollen tillsammans med PSV och Feyenoord. Ajax har även varit framgångsrikt internationellt med bland annat fyra Champions League-titlar och är en av fåtalet klubbar som vunnit samtliga av Uefa:s stora klubbturneringar. Klubben har en omfattande och mycket framgångsrik ungdomsverksamhet.
I Ajax har flera kända fotbollsspelare spelat såsom Jari Litmanen, Marco van Basten, Edwin van der Sar, Patrick Kluivert, Johan Cruijff, Dennis Bergkamp, Rafael van der Vaart, Wesley Sneijder, Ryan Babel, Zlatan Ibrahimović, Luis Suárez, Dusan Tadic, Frenkie de Jong, Matthijs de Ligt och Daley Blind.

## Historia
Ajax bildades då några studerande vid en realskola grundade en fotbollsklubb på ett café på Amstelveenseweg 1883. Det första klubbnamnet blev Union men 1894 antogs namnet Foot-Ball Club Ajax efter den grekiske hjälten Ajax. Efter meningsskiljaktigheter lämnade de flesta medlemmarna klubben och klubben föll samman. Den 18 mars 1900 återstartades Ajax av Han Dade, Floris Stempel och Karel Reeser då Stempel blev förste ordförande. 1911 följde avancemanget till högstadivisionen och 1917 följde den första stora titeln när Ajax vann nederländska cupen KNVB Beker. När Ajax kvalificerade sig innebar det också att lagets karaktäristiska vita tröja med ett brett vertikalt gående rött band började användas. Orsak var till att föreningen var tvungen att ändra sitt matchställ var då Sparta Rotterdam hade samma.
1918 följde den första mästartiteln som försvarades 1919. Under 1920-talet fortsatte Ajax att vara starkt regionalt genom att vinna den regionala förstaligan. Däremot lyckades laget inte vinna den nationella mästartiteln. Under 1930-talet följde fem nationella mästerskap (1931, 1932, 1934, 1937, 1939) och Ajax var det decenniets mest framgångsrika förening i Nederländerna. Ledande spelare var bland andra Wim Volkers, Jan van Diepenbeek och Piet van Reenen.
1956 infördes proffsspel i Nederländerna genom införandet av Eredivisie med Ajax som en av grundarna. Ajax blev också den första ligamästaren. 1957 deltog Ajax för första gången i europacupspel vilket var Europacupen för mästarlag, där Ajax nådde kvartsfinal. Ajax använde under många år den egna stadion De Meer i Watergraafsmeer i sydöstra Amsterdam. För matcher mot till exempel Feyenoord och i europacuperna användes Amsterdams Olympiastadion. 1996 flyttade klubben till dagens hemmaplan Amsterdam Arena. Klubben använder idag Olympiastadion enbart för friidrott.  

### Uppgången under Michels

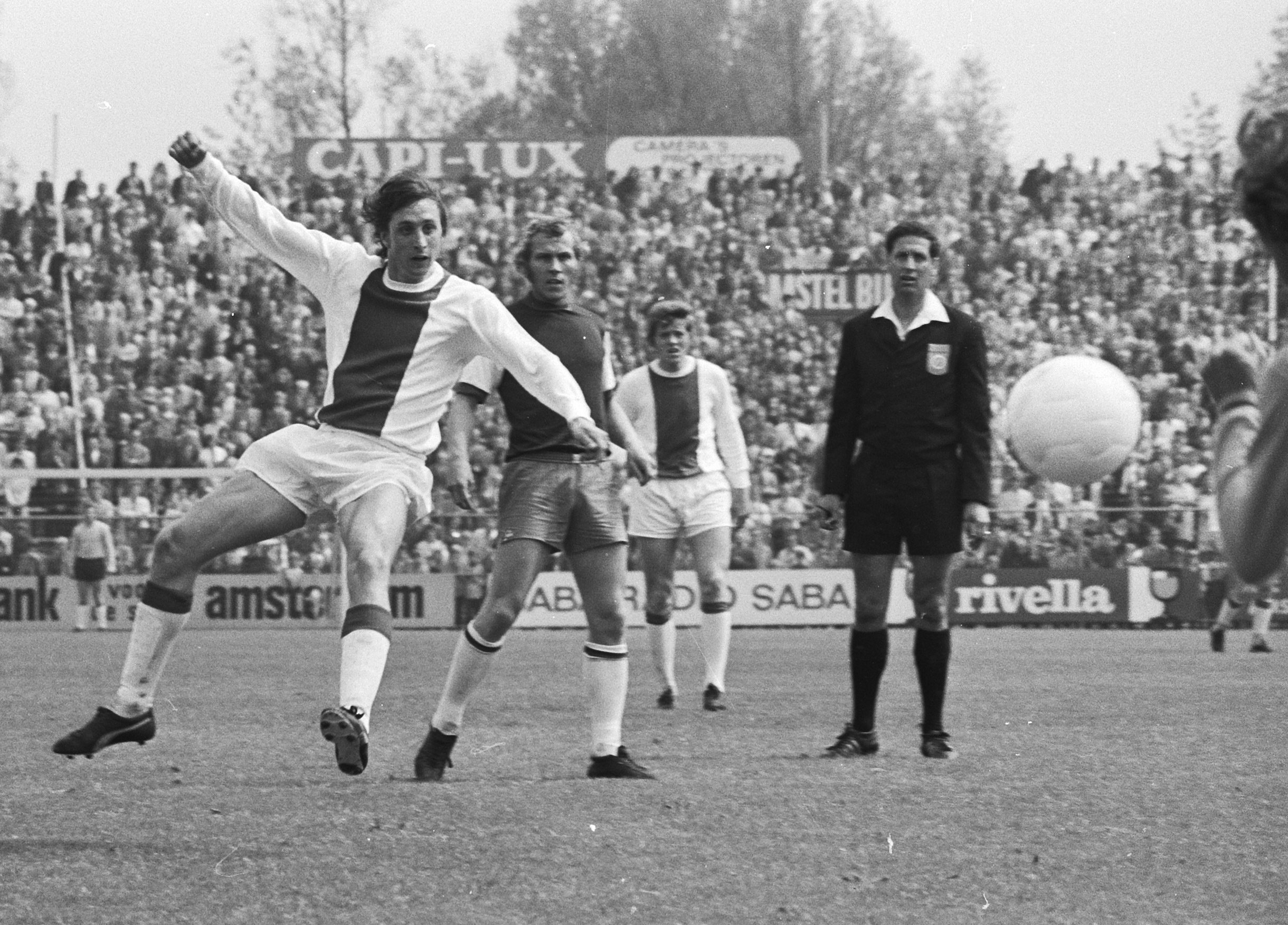
Johan Cruijff i Ajax.

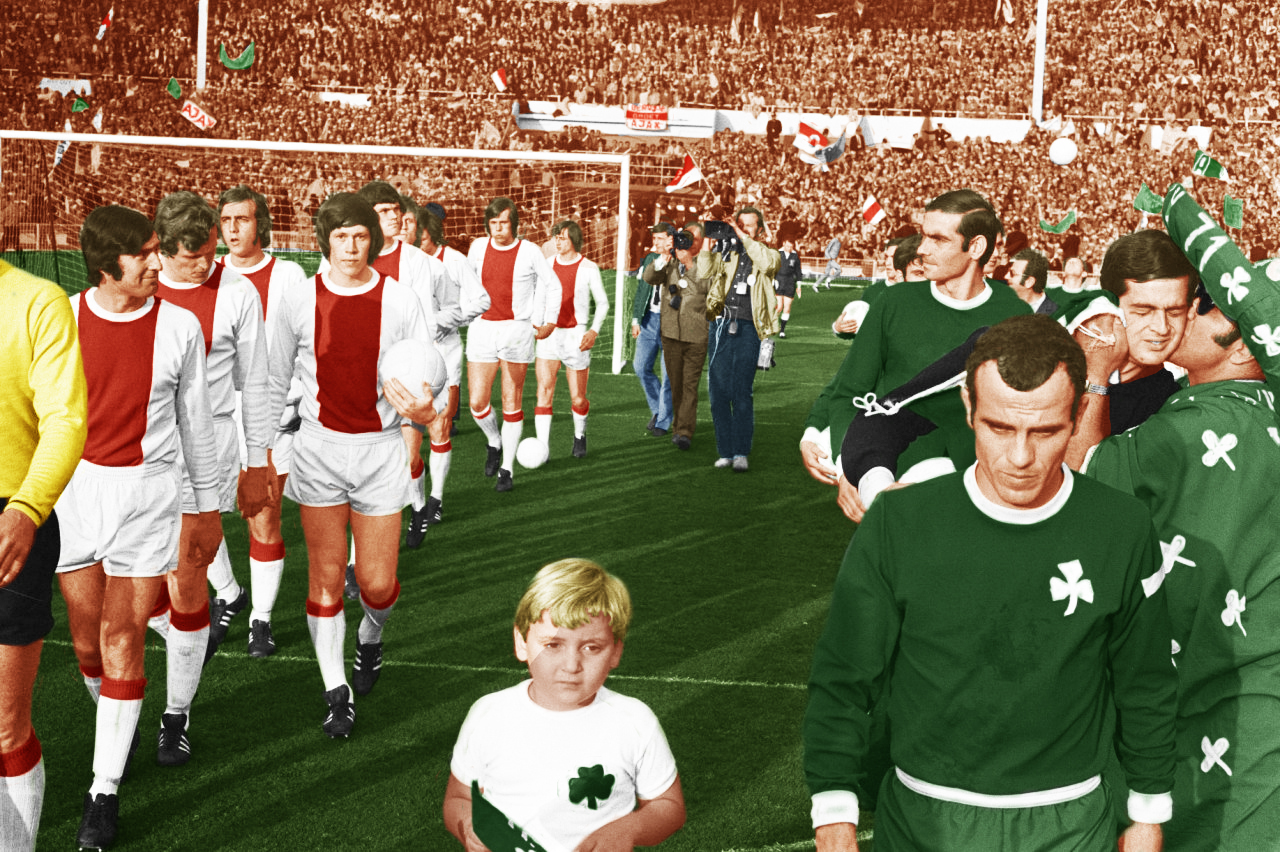
Ajax mot Panathinaikos 1971.

1965 blev Rinus Michels tränare för Ajax med spelare som Johan Cruijff, Wim Suurbier och Sjaak Swart i laget. Under 1960-talet Michels ledning formerades ett storlag med den stora stjärnan i Johann Cruyff. Under Michels ledning blev laget fyra gånger nederländska mästare (1966, 1967, 1968, 1970) och tre gånger cupmästare (1967, 1970, 1971).
1969 nådde laget för första gången finalen i Europacupen för mästarlag men förlorade mot AC Milan med 1–4. I laget spelade Inge Danielsson. Efter förlusten formerades ett nytt lag med nya spelare i Dick van Dijk, Gerrie Mühren, Nico Rijnders och Ruud Krol.

### Dominant i Europa
1971 blev Ajax för första gången segrare i Europacupen för mästarlag. Ajax hade en storhetstid i början av 1970-talet då laget vann Europacupen för mästarlag tre år i rad 1971–1973. I laget återfanns spelare som Johan Neeskens, Arie Haan, Ruud Krol, Johnny Rep och Piet Keizer. Ajax vann dessutom Världscupen 1972 och Uefa Super Cup 1972 och 1973. Tillsammans med Feyenoord bildades stommen i Nederländernas fotbollslandslag som 1974 tog VM-silver. Efter det lämnade många stjärnor klubben, och Ajax kunde inte längre tillhöra Europa-eliten. Ajax investerade samtidigt mycket pengar i sin talangskola och har blivit ett föredöme för sin förmåga att få fram unga talanger.
Cruijff gjorde comeback när Ajax besegrade FC Haarlem i december 1981. 1982 följde ligaseger och 1983 vann Ajax både ligan och cupen. 1983 följde övergången till Feyenoord sedan en besviken Cruyff inte fått nytt kontrakt med Ajax.

### Ny generation

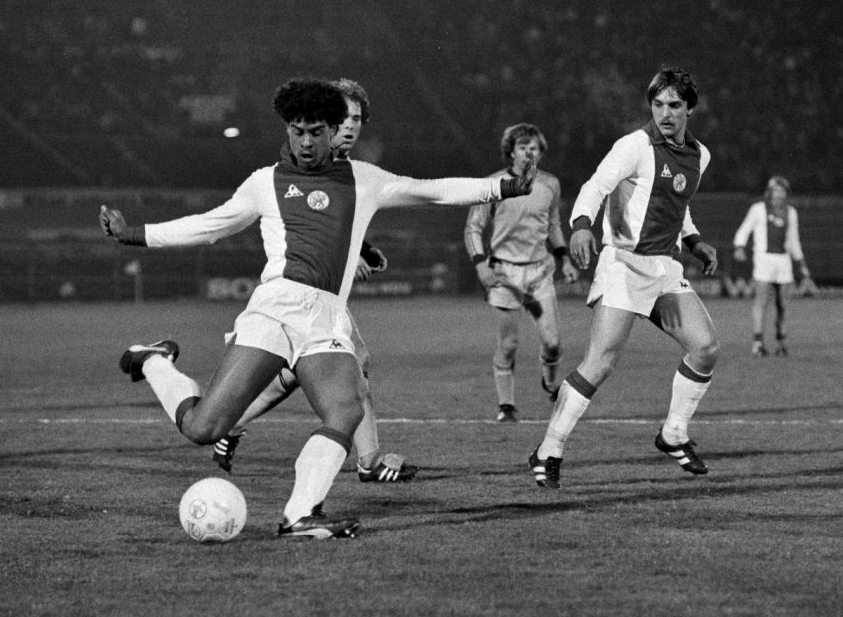
Ajax möter Bayern München i Europacupen 1980.

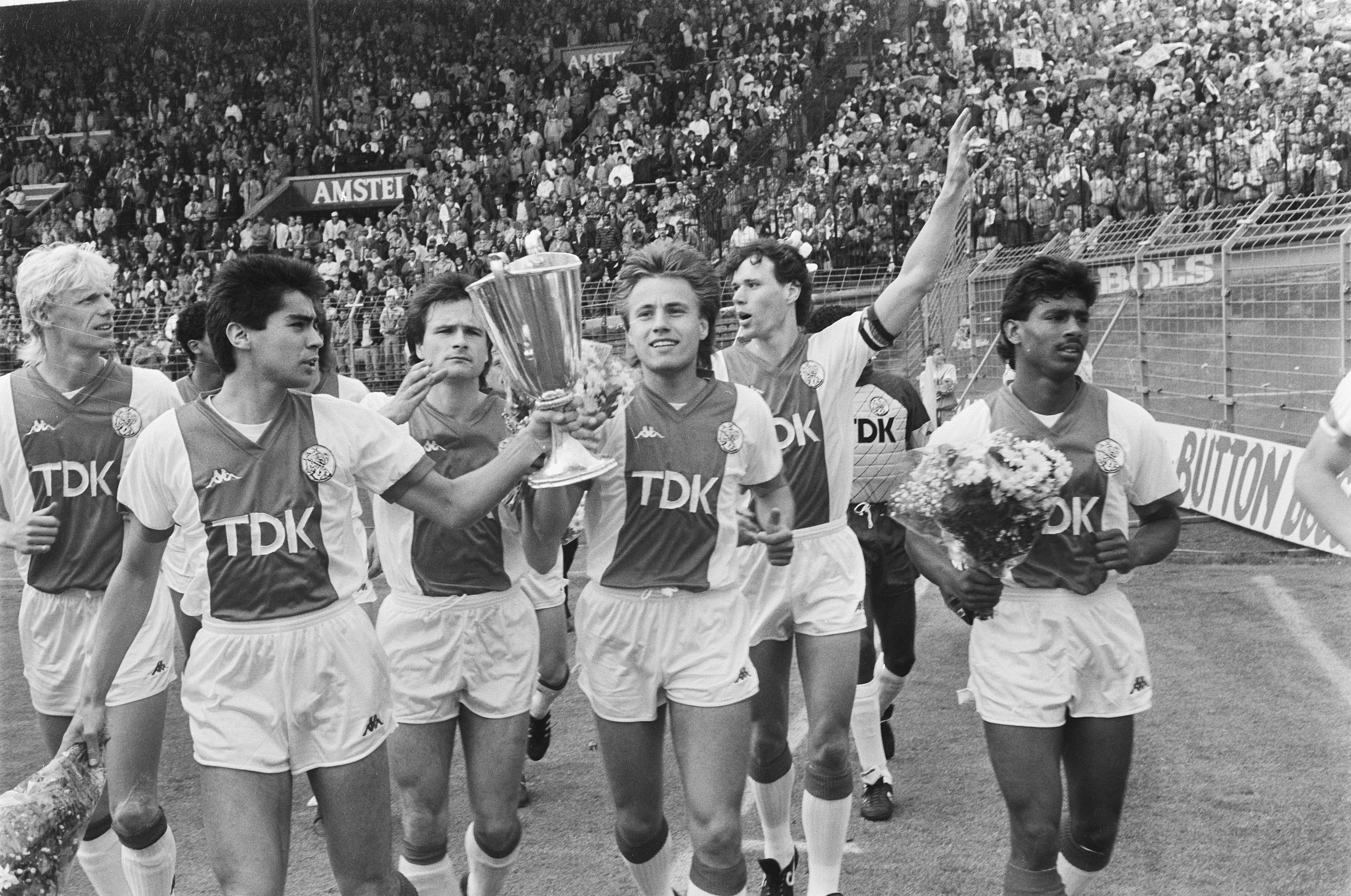
Ajax firar finalsegern i Cupvinnarcupen 1987.

Under 1980-talet kom nya storspelare som Marco van Basten, Wim Kieft, John van ’t Schip, Gerald Vanenburg, Jesper Olsen, Dennis Bergkamp och Frank Rijkaard fram i Ajax. Storspelaren Johan Cruyff tog över som tränare och 1987 vann klubben Cupvinnarcupen efter finalseger mot Lokomotive Leipzig. 1988 värvades Stefan Pettersson från IFK Göteborg.
Louis van Gaal var hjälptränare i Ajax och tog över som huvudtränare 1991. Han stannade i Ajax till 1997 och vann bland annat tre ligatitlar och en Champions League-titel. 1992 vann Ajax Uefacupen. Ajax är en av bara fyra klubbar (de övriga Bayern München, Juventus och Barcelona) som vunnit alla tre europacuperna.

### Champions League-mästare
1995 blev Ajax för fjärde gången segrare i Europcupen för mästarlag, då laget vann Uefa Champions League efter finalseger mot AC Milan. Finalen avgjordes av inhoppande Patrick Kluivert som gjorde matchens enda mål i 85:e matchminuten. Frank Rijkaard hade återvänt efter åren i AC Milan. Från Ajax egna led fanns blivande stjärnor som Clarence Seedorf, Edwin van der Sar, Marc Overmars och Edgar Davids. 1996 tog sig Ajax på nytt till final men förlorade mot Juventus efter straffläggning, i laget spelade bland annat Danny Blind (lagkapten), Frank de Boer, Nwankwo Kanu, Finidi George och Jari Litmanen. Litmanen blev hela turneringens skyttekung. Efter det lämnade de stora stjärnorna laget och Ajax fick återigen börja om och skapa ett nytt lag.
I början av 2000-talet skapade ett nytt framgångsrikt lag med unga talanger som Rafael van der Vaart, Wesley Sneijder, Ryan Babel och Zlatan Ibrahimović. Co Adriaanse sparkades i slutet av november 2001 och Ronald Koeman tog över tränarrollen i Ajax, som kom att vinna både nederländska ligan och cupen säsongen 2001/02.

### Säsongen 18/19
Efter att inte varit framgångsrika i Champions League på flera år blev säsongen 18/19 en stor vändpunkt för Ajax. Under tränare Erik ten Hag så tog sig laget ända till semifinal efter att bland annat slagit ut regerande mästare Real Madrid i åttondelen. Ajax vann så småningom den nederländska ligan och cupen. Den spektakulära 1-4 vinsten mot just Real Madrid blev höjdpunkten för säsongen. Spelare som Frenkie de Jong, Matthijs de Ligt och Hakim Ziyech presenterade sig på allvar för den europeiska publiken och alla flyttade sedermera till diverse storklubbar i Europa. Både De Jong och De Ligt såldes för rekordsummor i den nederländska ligan. 

## Placering senaste säsonger
| Säsong  | Nivå | Liga       | Placering | Referens | Kommentar             |
| ------- | ---- | ---------- | --------- | -------- | --------------------- |
| 2009/10 | 1    | Eredivisie | 2         | [ 2 ]    |                       |
| 2010/11 | 1    | Eredivisie | 1         | [ 3 ]    | Mästare               |
| 2011/12 | 1    | Eredivisie | 1         | [ 4 ]    | Mästare               |
| 2012/13 | 1    | Eredivisie | 1         | [ 5 ]    | Mästare               |
| 2013/14 | 1    | Eredivisie | 1         | [ 6 ]    | Mästare               |
| 2014/15 | 1    | Eredivisie | 2         | [ 7 ]    |                       |
| 2015/16 | 1    | Eredivisie | 2         | [ 8 ]    |                       |
| 2016/17 | 1    | Eredivisie | 2         | [ 9 ]    |                       |
| 2017/18 | 1    | Eredivisie | 2         | [ 10 ]   |                       |
| 2018/19 | 1    | Eredivisie | 1         | [ 11 ]   | Mästare               |
| 2019/20 | 1    | Eredivisie | x         | [ 12 ]   | (Coronaviruspandemin) |
| 2020/21 | 1    | Eredivisie | 1         | [ 13 ]   | Mästare               |
| 2021/22 | 1    | Eredivisie | 1         | [ 14 ]   | Mästare               |
| 2022/23 | 1    | Eredivisie |           |          |                       |

## Spelartrupp
| 1  | Argentina     | Gerónimo Rulli | 20 maj 1992       | Villarreal (-23)          |
| 12 | Nederländerna | Jay Gorter     | 30 maj 2000       | Go Ahead Eagles (-21)     |
| 22 | Nederländerna | Remko Pasveer  | 8 november 1983   | Vitesse (-21)             |
| 40 | Tyskland      | Diant Ramaj    | 19 september 2001 | Eintracht Frankfurt (-23) |

| 2  | Nederländerna | Devyne Rensch      | 18 januari 2003   | Ajax                |
| 3  | Danmark       | Anton Gaaei        | 19 november 2002  | Viborg FF (-23)     |
| 4  | Nederländerna | Jorrel Hato        | 7 mars 2006       | Ajax                |
| 13 | Turkiet       | Ahmetcan Kaplan    | 16 januari 2003   | Trabzonspor (-22)   |
| 17 | Nederländerna | Anass Salah-Eddine | 18 januari 2002   | AZ (-18)            |
| 18 | Kroatien      | Jakov Medić        | 7 september 1998  | St. Pauli (-23)     |
| 25 | Kroatien      | Borna Sosa         | 21 januari 1998   | Stuttgart (-23)     |
| 30 | Argentina     | Gastón Ávila       | 30 september 2001 | Royal Antwerp (-23) |
| 37 | Kroatien      | Josip Šutalo       | 28 februari 2000  | Dinamo Zagreb (-23) |

| 8  | Nederländerna           | Kenneth Taylor        | 16 maj 2002  | Ajax           |
| 16 | Norge                   | Sivert Mannsverk      | 8 maj 2002   | Molde FK (-23) |
| 21 | Nederländerna           | Branco van den Boomen | 21 juli 1995 | Toulouse (-23) |
| 24 | Nederländerna           | Silvano Vos           | 16 mars 2005 | Ajax           |
| 33 | Bosnien och Hercegovina | Benjamin Tahirović    | 3 mars 2003  | Roma (-23)     |

| 7  | Nederländerna | Steven Bergwijn            | 8 oktober 1997    | Tottenham Hotspur (-22) |
| 9  | Nederländerna | Brian Brobbey              | 1 februari 2002   | RB Leipzig (-22)        |
| 10 | England       | Chuba Akpom                | 9 oktober 1995    | Middlesbrough (-23)     |
| 11 | Portugal      | Carlos Forbs               | 19 mars 2004      | Manchester City (-23)   |
| 23 | Nederländerna | Steven Berghuis            | 19 december 1991  | Feyenoord (-21)         |
| 27 | Nederländerna | Amourricho van Axel Dongen | 29 september 2004 | Ajax                    |

### Utlånade spelare
| Nr | Land          | Pos | Namn                                            |
| -- | ------------- | --- | ----------------------------------------------- |
|    | Portugal      | A   | Francisco Conceição (i Porto till 30 juni 2024) |
|    | Mexiko        | F   | Jorge Sánchez (i Porto till 30 juni 2024)       |
|    | Nederländerna | MF  | Kian Fitz-Jim (i Excelsior till 30 juni 2024)   |

| Nr | Land          | Pos | Namn                                             |
| -- | ------------- | --- | ------------------------------------------------ |
|    | Turkiet       | A   | Naci Ünüvar (i Twente till 30 juni 2024)         |
|    | Nederländerna | F   | Owen Wijndal (i Royal Antwerp till 30 juni 2024) |
|    | Nederländerna | F   | Youri Baas (i NEC till 30 juni 2024)             |

### Kända spelare
| Armenien - Edgar Manutjarjan Belgien - Thomas Vermaelen - Wesley Sonck - Toby Alderweireld Danmark - Christian Eriksen - Brian Laudrup - Michael Laudrup - Jesper Grønkjær Egypten - Mido Finland - Jari Litmanen - Petri Pasanen - Niklas Moisander Georgien - Sjota Arveladze Grekland - Angelos Charisteas Jugoslavien - Velibor Vasovic | Nederländerna - Marco van Basten - Dennis Bergkamp - Daley Blind - Edgar Davids - Frank de Boer - Ronald de Boer - Johan Cruyff - Arie Haan - Piet Keizer - Patrick Kluivert - Ronald Koeman - Ruud Krol - Rinus Michels - Johan Neeskens - Marc Overmars - Frank Rijkaard - Edwin van der Sar - Clarence Seedorf - Wesley Sneijder - Sjaak Swart - Rafael van der Vaart - Aron Winter - Richard Witschge - Jan Wouters - Henk Groot - Maarten Stekelenburg - Klaas-Jan Huntelaar - Ryan Babel - Jaap Stam | Nigeria - Nwankwo Kanu Rumänien - Cristian Chivu - Bogdan Lobont - Nicolae Mitea - George Ogăraru Spanien - Oleguer Presas - Gabri Sverige - Inge Danielsson - Zlatan Ibrahimović - Peter Larsson - Stefan Pettersson - Markus Rosenberg - Tobias Sana - Kennedy Bakircioglu Sydafrika - Benni McCarthy - Steven Pienaar Tjeckien - Zdeněk Grygera Uruguay - Luis Suárez |